# Honnali
Honnali là một thị xã panchayat của quận Davanagere thuộc bang Karnataka, Ấn Độ.

## Địa lý
Honnali có vị trí 14°15′B 75°40′Đ / 14,25°B 75,67°Đ Nó có độ cao trung bình là 540 mét (1771 feet).

## Nhân khẩu
Theo điều tra dân số năm 2001 của Ấn Độ, Honnali có dân số 15.574 người. Phái nam chiếm 51% tổng số dân và phái nữ chiếm 49%. Honnali có tỷ lệ 68% biết đọc biết viết, cao hơn tỷ lệ trung bình toàn quốc là 59,5%: tỷ lệ cho phái nam là 73%, và tỷ lệ cho phái nữ là 62%. Tại Honnali, 12% dân số nhỏ hơn 6 tuổi.